# Planta de helicópteros de Albacete
La planta de helicópteros de Albacete es un complejo aeronáutico y logístico formado por una planta de fabricación de helicópteros y un hub global de intercambio de mercancías de la compañía española Airbus Helicopters España S.A., filial de la francesa Airbus Helicopters SAS (uno de los principales fabricantes de helicópteros del mundo), situado en la ciudad española de Albacete.
Inició su actividad en 2007 con el nombre de Eurocopter. En 2008 entregó el primer helicóptero y en 2020 entregó el último NH-90 al Ejército Español, por el cierre de la línea de montaje de este tipo de helicópteros. La planta está especializada en la fabricación de los fuselajes traseros de todos los modelos que construye Airbus en el mundo aunque también tiene capacidad para realizar fuselajes delanteros y centrales. En 2022 comenzó en esta ubicación la construcción del hub del grupo de abastecimiento de materiales a las plantas de fabricación de aeronaves repartidas por el mundo.
Sus instalaciones se encuentran inmersas en el Parque Aeronáutico y Logístico de Albacete, en un entorno aeronáutico conectado con el Aeropuerto de Albacete en el sur de la capital. El complejo alberga el mayor helipuerto privado del país. En 2022 la compañía generó unas ventas globales de 440 millones de euros. El enclave representa la industria del helicóptero en España.

## Historia
El 12 de mayo de 2005 el presidente del Gobierno, José Luis Rodríguez Zapatero, anunció en el Debate del Estado de la Nación que Albacete había sido la ciudad elegida por la multinacional Eurocopter para albergar una planta de fabricación de helicópteros, la primera ubicada en territorio español.

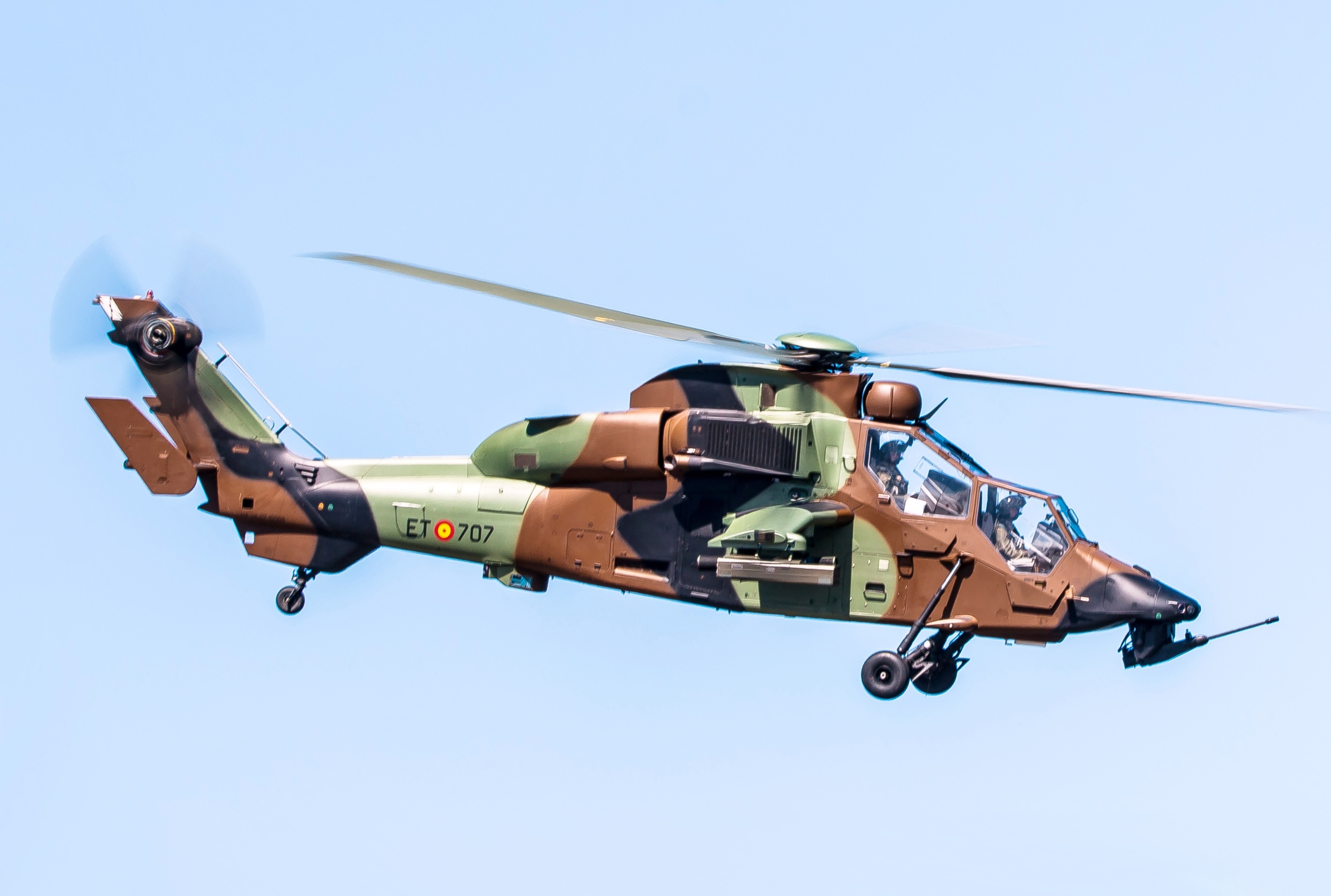
EC665 Tigre de combate, uno de los helicópteros fabricados en la factoría del Programa Tigre

La factoría fue inaugurada el 28 de marzo de 2007 por el presidente de Eurocopter, Lutz Bertling, y el presidente de Castilla-La Mancha, José María Barreda, entre otras autoridades. En 2008 la sede de Eurocopter España se trasladó definitivamente a Albacete.  En noviembre del mismo año fabricó su primer helicóptero EC135 para la Unidad Militar de Emergencias (UME). Era la primera vez que se fabricaba íntegramente un helicóptero en España.
El rey  Juan Carlos I realizó una visita oficial a la planta en 2010. En 2013 el primer helicóptero Tigre fabricado en España del Programa Tigre realizó su vuelo inaugural. En 2014 Eurocopter pasó a llamarse Airbus Helicopters.

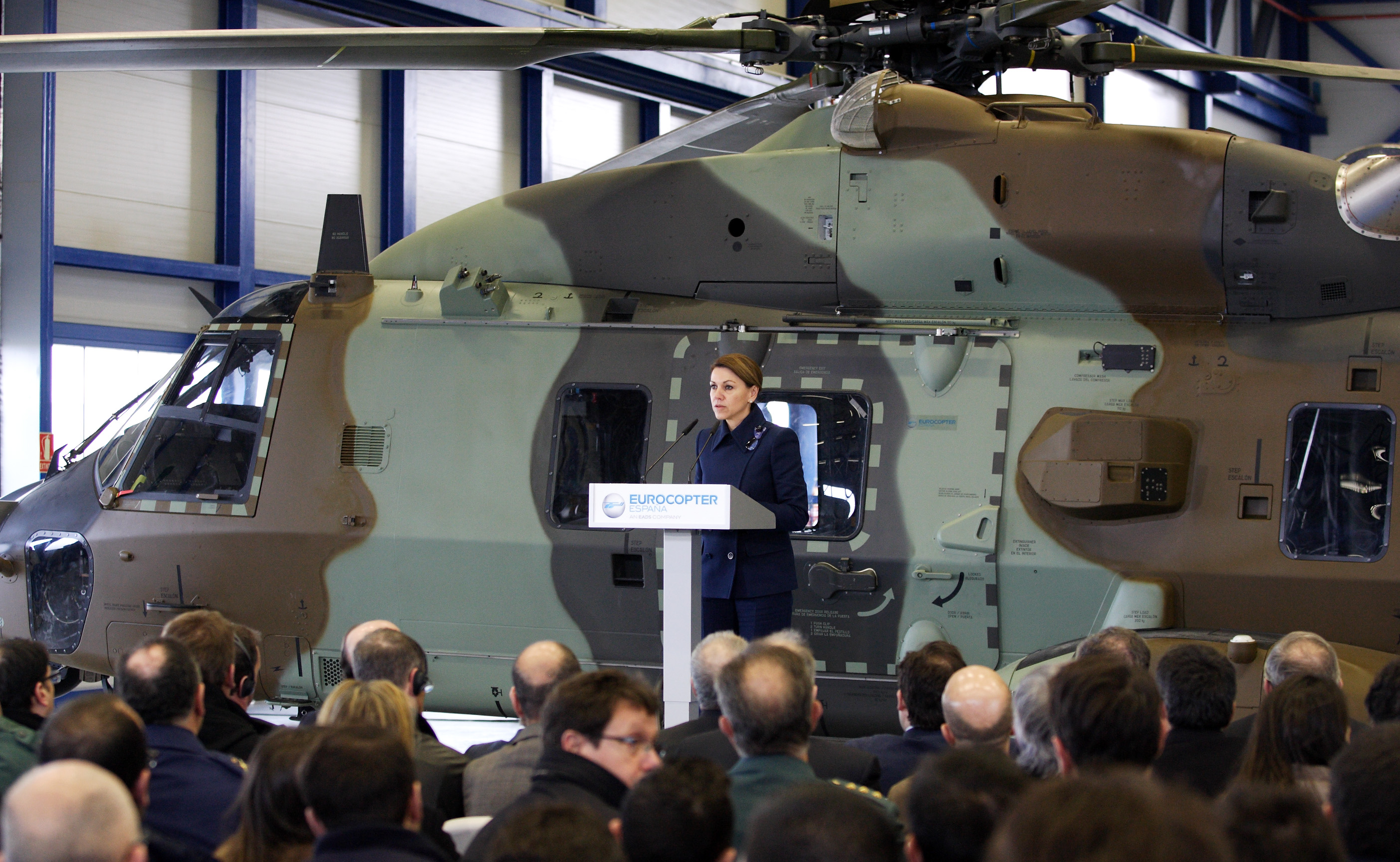
Helicóptero NH90 fabricado en la planta

En 2019 la multinacional construyó junto a la factoría en el parque aeronáutico el helipuerto privado más grande de España. Este tiene una superficie de 6000 metros cuadrados, con 300 metros lineales de pista, superando en tamaño al helipuerto de Ceuta.

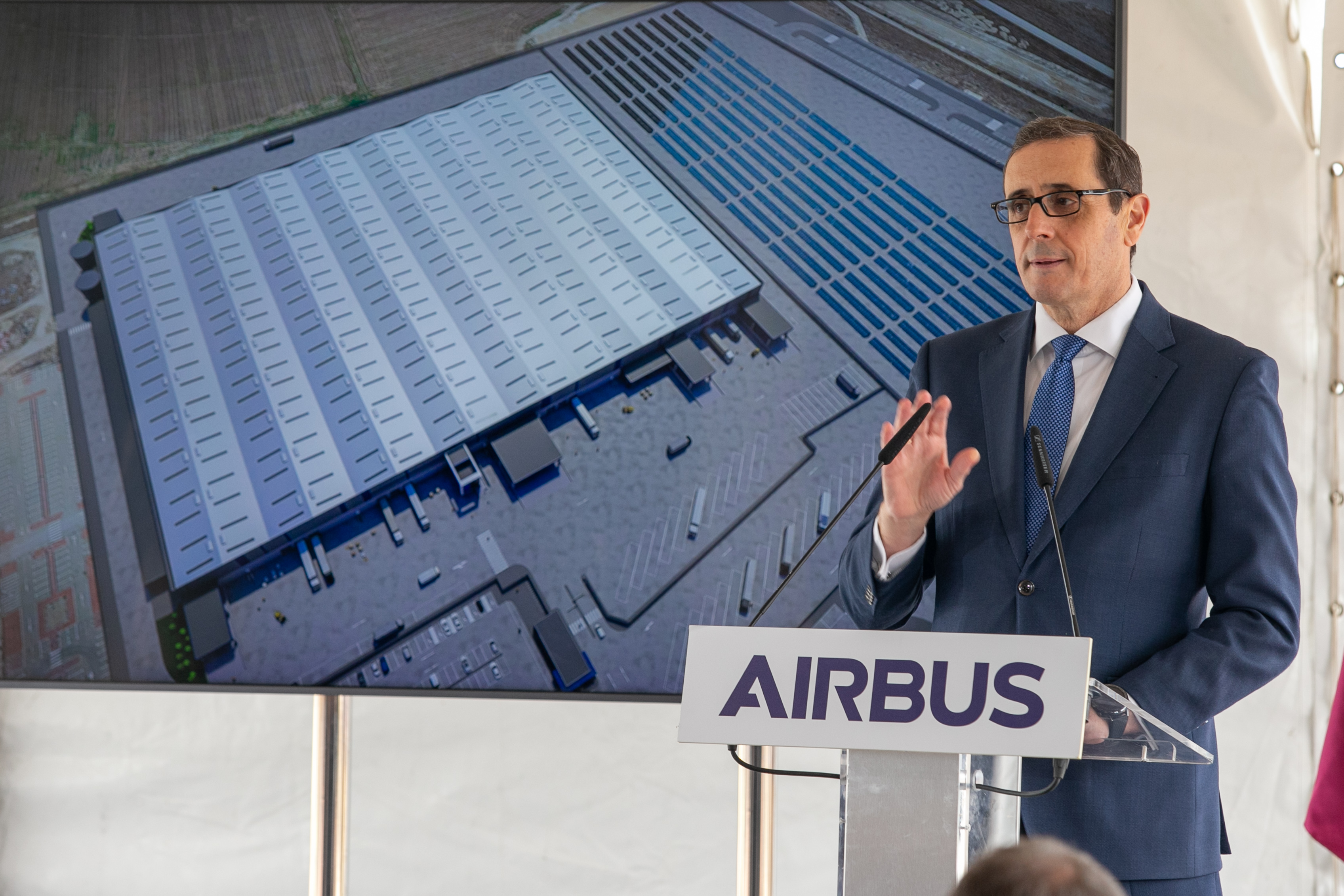
Vista del hub y planta de Tigres europeos de Airbus Helicopters en el Parque Aeronáutico y Logístico de Albacete en la presentación del inicio de las obras en 2022. El hub estará operando en el primer semestre de 2024.

En 2020 el presidente del Gobierno, Pedro Sánchez, llegó a un acuerdo con el gigante aeronáutico por el que este está levantando en el Parque Aeronáutico y Logístico de Albacete su hub logístico internacional concentrando diferentes instalaciones dispersas en Francia y Alemania. Operado por Daher, abastecerá de piezas a las plantas de Airbus en el mundo. El centro, que contará con una superficie de cinco hectáreas, supondrá el transporte de materiales de 400 camiones al día las 24 horas del día los 365 días al año y generará unos 500 empleos más. Las obras, que cuentan con un presupuesto de 40 millones de euros, comenzaron el 20 de abril de 2022. En el centro también se fabricarán y modernizarán los Tigres MKIII europeos tras ser Albacete la ciudad elegida para llevar a cabo esta tarea.
En julio de 2022 se produjo el primer vuelo de un helicóptero en España con SAF (combustible sostenible para la aviación) con un Tigre del Ejército.
El 28 de octubre de 2022 el ministro del Interior, Fernando Grande-Marlaska, y el presidente de Airbus Helicopters, Bruno Even, presidieron en Albacete el acto de entrega de los dos primeros Airbus H135 de los 18 helicópteros que reforzarán la flota de la Policía Nacional y la Guardia Civil y que ha significado la creación de nuevos puestos de trabajo en la planta de helicópteros. Además, Fernando Lombo, consejero delegado de la compañía, informó que son ya 400 los nuevos puestos de trabajo creados con la puesta en marcha del hub que iniciará operaciones en 2023.
En marzo de 2023 el Gobierno anunció que la modernización del helicóptero de ataque Tigre a su versión MKIII para Francia y España, que tendrá su sede en Albacete, supondrá la creación de 600 empleos de alta o muy alta cualificación. Está previsto que el primer prototipo realice su vuelo inaugural en 2025.

## Producción

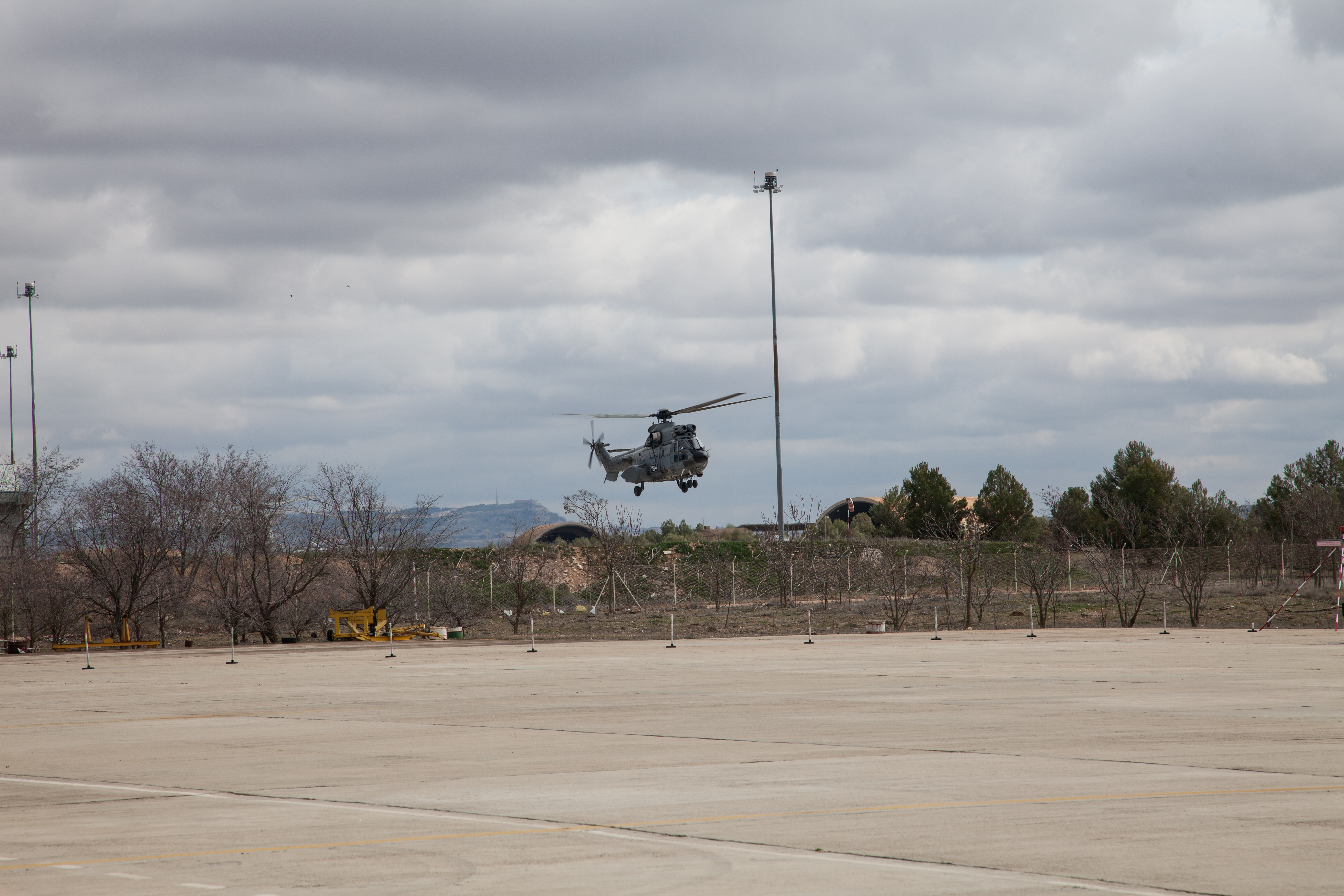
Super Puma en mantenimiento en las instalaciones de Airbus Albacete

La planta es una pieza fundamental en la producción de toda la gama de helicópteros de la compañía Airbus Helicopters a nivel mundial.

### Helicópteros
En su planta de helicópteros, de 150 000 metros cuadrados, ubicada en el Parque Aeronáutico y Logístico de Albacete junto a su hub ha producido y realiza el mantenimiento de los helicópteros NH90, Tigre (que volverá a reensamblar) y H135. Además, realiza el mantenimiento de helicópteros Cougar o Super Puma que proceden de cualquier parte del mundo. La factoría participa también en la fabricación del helicóptero de alta velocidad Racer.
En 2022 entregó 22 helicópteros nuevos, entre ellos, NH90 al Ejército de Tierra, cuatro H135 al Cuerpo Nacional de Policía y la Guardia Civil, Daufin a Aduanas o quince H125 de lucha contra incendios a distintos operadores.  En 2023 entregó el primer H135 al Ejército del Aire y del Espacio.

### Fuselajes
La planta es el único fabricante de todos los fuselajes traseros (colas) de los modelos de Airbus. En 2022 se entregaron 400 fuselajes traseros en el mundo de todos los modelos. También fabrica fuselajes delanteros y centrales del NH90, en 2022 unos cincuenta.

## Hub
La plataforma logística de Airbus, actualmente en construcción, cuya apertura se pondrá en marcha en el primer trimestre del 2024, recepcionara, almacenara, gestionara y distribuira todas las piezas, elementos estructurales y los sistemas y equipos de misión procedentes de todo el mundo a las fábricas de la empresa, los cuales entrarán a formar parte de las cadenas de montaje. Con 50 000 metros cuadrados, será el almacén de la compañía, lo que permitirá reducir los costes en un 25 % y las emisiones de dióxido de carbono en un 15 % en 2025. Se prevé mover materiales por un valor superior a los 700 000 millones de euros.
Se inauguró el 2 de julio de 2024, contó con la presencia de las autoridades locales, autonómicas y el presidente del gobierno y varios ministros, además de representantes de Airbus y Daher.
Debido a problemas técnicos en la fase de construcción del edificio nunca se llego a su puesta marcha. Actualmente Airbus y Daher se encuentran de litigios con la empresa constructora y el fondo de inversores dueña del edificio.